# Hibbertia stirlingii
Hibbertia stirlingii är en tvåhjärtbladig växtart som beskrevs av Cyril Tenison White. Hibbertia stirlingii ingår i släktet Hibbertia och familjen Dilleniaceae. Inga underarter finns listade i Catalogue of Life.